# Drahomíra Pithartová
Drahomíra Pithartová, rozená Hromádková (* 5. srpna 1940, Žďár nad Orlicí), je česká publicistka a spisovatelka.

## Život
Vystudovala ruštinu a němčinu na Filozofické fakultě Univerzity Karlovy v Praze a pak pracovala v jazykové škole. Roku 1963 se vdala za Petra Pitharta a zůstala s dětmi v domácnosti. Publikovala v různých periodikách (Lidové noviny, Literární noviny, Prostor) celou řadu článků a úvah na téma společenských problémů, umění, literatury a spirituality.
Roku 1995 vydala společně s Pavlem Říčanem knihu Krotíme obrazovku o tom, jaký vliv má na formování dětské osobnosti násilí na obrazovce, pornografie, počítačové hry a pasivní způsob zábavy. Své povídky publikovala nejprve pouze časopisecky, jejich soubor pod názvem Malá cvičení v bezohlednosti vyšel roku 2007.

## Z díla
- Krotíme obrazovku: jak vést děti k rozumnému užívání médií (1995), spolu s Pavlem Říčanem
- Malá cvičení v bezohlednosti (2007), povídky s rodinnou, společenskou a historickou tematikou